# See You Again
See You Again (Chino: 时间都知道; pinyin: Shíjiān Dōu Zhīdào; también conocido como Time Knows Everything) es una serie de televisión china basada en la novela del mismo nombre de Sui Houzhu. Está protagonizada por Tiffany Tang ,Shawn Dou y Yang Shuo se emitió en Beijing TV del 16 de julio de 2019 hasta el 7 de agosto de 2019.

## Sinopsis
Shi Jian viaja en el tiempo al pasado en sus sueños después de un accidente aéreo. Armada con el conocimiento del futuro, decide resolver todos sus problemas de antemano y conquistar a su futuro esposo Ye Jiacheng desde el principio. 
Desafortunadamente, el joven Ye Jiacheng es un muchacho demasiado ambicioso que también tiene la habilidad de romper el corazón de las damas.
En sus días posteriores, se promete a sí misma salvar la vida de su madre y alejar a su exnovio de su problema con Yi Qindong, también quiere enamorar a su esposo por adelantado. Sin embargo, la joven Jiacheng es tan diferente de su esposo que ella lo sabe.
Sin embargo, todavía tiene todos sus recuerdos del futuro. Decide usar estos recuerdos para lo que cree que será provechoso, ella busca a Ye Jia Cheng,el hombre con quien se casó después de sus días de universidad, pensando que mejorará su relación futura si se conocen antes en esta segunda ocasión.
Resulta que el Ye Jia Cheng en edad universitaria es una persona muy diferente al hombre que conoció y del que se enamoró, a la versión más joven de Ye Jia Cheng le gusta jugar con los corazones de las mujeres.
Pero ella regresara al pasado para poder recuperar su futuro, el amor de su vida que ya estaba destinado, temiendo por su vida se desmaya, cuando recupera la conciencia descubre que ya no esta en el avión esto dio un giro en el tiempo.

## Reparto

### Personajes Principales
| Actor        | Personaje   | N.º de episodios | Notas |
| ------------ | ----------- | ---------------- | --- |
| Tiffany Tang | Shi Jian    | 45               | Una mujer de 31 años que es la esposa de Ye Jiacheng. Segura, inteligente, cínica y cariñosa, también lo suficientemente terca como para mantener sus propios ideales. Después de su accidente de avión, vuelve a su día universitario hace 10 años en su sueño cuando todavía está en coma. En sus días posteriores, se promete a sí misma salvar la vida de su madre y alejar a su exnovio de su problema con Yi Qindong, también quiere enamorar a su esposo por adelantado. Sin embargo, la joven Jiacheng es tan diferente de su esposo que ella lo sabe. Pasado el tiempo, Jiacheng finalmente cambia y se enamora de ella. |
| Shawn Dou    | Ye Jiacheng | 45               | El esposo de Shi Jian, un joven y prometedor arquitecto más tarde famoso. Es confiado, coqueto, ambicioso, desenfrenado, leal a los ideales y de espíritu libre. |
| Yang Shuo    | Yi Pei      | 45               | Director general de la empresa EMAO. Un hombre misterioso e impredecible conocido por su abstinencia, calma, seriedad y frialdad exterior debido al peso de su familia que debe soportar. Se puede decir que su vida es demasiado trágica, ya que nació en una familia rica, pero todo cambió después de conocer a Shi Jian, una mujer de la que se enamoró. |

### Personajes Secundarios
| Actor         | Personaje       | N.º de episodios | Notas |
| ------------- | --------------- | ---------------- | --- |
| Eva Lüyi      | Yi Biya         | 45               | La media tía materna de Yi Pei y la supuesta novia de Jiachen. Hermosa, generosa y graciosa, provenía de una familia rica pero tiene una determinación débil y un poco cobarde.                                                                        |
| Lan Yingying  | Zhao Wenwen     | 45               | La prometida de Yi Pei que anhela y tiene sed de un amor verdadero, mientras que luego lo quiere y lo ama de verdad. |
| Zhou Qiqi     | Song Xiaojing   | 45               | Una mujer rica y exnovia de Jiacheng. Cancelaron su plan de matrimonio debido a los problemas de ella con la personalidad y la relación de Jiacheng, por lo que se separaron como resultado.                                                           |
| Mu Le'en      | Lai Qiao        | 45               | Amigo cercano y compañero de cuarto de Shi Jian, al que a menudo llama Qiao-Qiao. Una mujer que solo quiere vivir con su hombre como si nada más importara.                                                                                            |
| Wang Ce       | Yi Qindong      | 45               | El tío de Yi Pei y, a veces, se convierten en rivales laborales. No tiene necesidad de amor ya que los costos y los beneficios triunfan sobre todo. |
| Li Mao        | Zhang Kai       | 45               | Secretaría subordinada y de confianza de Yi Pei, mentora de Shi Jian. Una persona que piensa que siempre es más seguro ser razonablemente estúpido y tiene tres filosofías en el trabajo y se las enseña a Shi Jian en su primer día de entrenamiento. |
| Qian Yongchen | Chang Jin       | 45               | El exnovio de Shi Jian que haría cualquier cosa por dinero y trabajo en la empresa EMAO. |
| Feng Lijun    | Cheng Zisong    | 45               | El novio y luego esposo de Lao Qiao. |
| Chai Haowei   | Gao Yanfei      | 45               | El amigo cercano de Jiacheng que siempre lo ayuda cuando necesita ayuda. Es divertido y le gusta hacer humor. |
| Chang Kuo-Chu | Maestro Yi      | 45               | El abuelo de Yi Pei. Un hombre de negocios que cree que las cosas grandes dependen de situaciones más grandes y que una persona no debe dejarse influir fácilmente por las emociones.                                                                  |
| Gu Yan        | Fang Rou / Rose | 45               | La madre de Shi Jian y su "objeto guardado" después de regresar hace 10 años que nunca quieren molestar a su amada hija. |
| Juan Zi       | Yi Biyun        | 45               | La madre de Yi Pei. |
| Tang Guozhong | Li Hengli       | 45               | Amante de Wenwen y director de cine callejero al que le gusta interpretar a mujeres. |
| Zhang Zhiwei  | Profesor Song   | 45               | Es el padre de Xiaojing. |
| Yan Xiaoping  | Señora Ye       | 45               | Empleada doméstica. |
| Zhao Weilin   | Chen Ke         | 45               | El estudiante. |

## Episodios
La serie See You Again estuvo confirmada por 45 episodios (versión directa sin cortes) en China.

## Música
La banda sonora de See You Again OST de la serie está confirmado por cuatro canciones:
| N⁰ | Artistas     | Canciones                            | Notas                               |
| -- | ------------ | ------------------------------------ | ----------------------------------- |
| 1  | Chen Li      | "Time Knows Everything" (時間都知道) | (Opening Theme Song)                |
| 2  | Zeng Shaowei | "This Moment" (此刻)                 | (Shi Jian y Ye Jiacheng Theme Song) |
| 3  | Tiffany Tang | "I Want To Find You" (我想找你)      | (Shi Jian y Yi Pei Theme Song)      |
| 4  | Yida Huang   | "I Say" (我說)                       | (Ending Theme Song)                 |

## Producción
La serie comenzó a filmarse en 24 de febrero de 2017 en Shanghái y finalizó el 19 de junio de 2017 en Inglaterra.